# Arabella semimaculata
Arabella semimaculata är en ringmaskart som först beskrevs av Moore 1911.  Arabella semimaculata ingår i släktet Arabella och familjen Oenonidae. Inga underarter finns listade i Catalogue of Life.